# Axel Borg
Pour les articles homonymes, voir Borg.
Axel Borg est un personnage de fiction de la bande dessinée Lefranc, créé par Jacques Martin. Il s'agit de l'ennemi juré du reporter Guy Lefranc.

## Divers
Axel Borg est également le nom du personnage principal du roman Au bord de la vaste mer d'August Strindberg, paru en 1890.